# Peixe enxada
Conhecido no Brasil como peixe enxada, paru branco, paru preto, paru jandaia, parum ou tereira (Chaetodipterus faber), é uma espécie de ephippo nativa do Atlântico Ocidental, podendo sobreviver em água salgada e salobra. A espécie pertence o gênero Chaetodipterus e a família Ephippidae. É uma das poucas espécies de ephippos que podem ser encontradas no Atlântico.

## Biologia
Os peixes enxada pode ser encontrados na profundidade entre 3 - 35 m. É uma espécie que prefere águas rasas, desde recifes de corais a manguezais e estuários de água salobra.
Os juvenis são frequentemente encontrados nadando próximos a praias arenosas e portos. Eles nadam em um ângulo que lembra folhas mortas ou como frutos de mangue vermelho inférteis e outros detritos flutuantes.

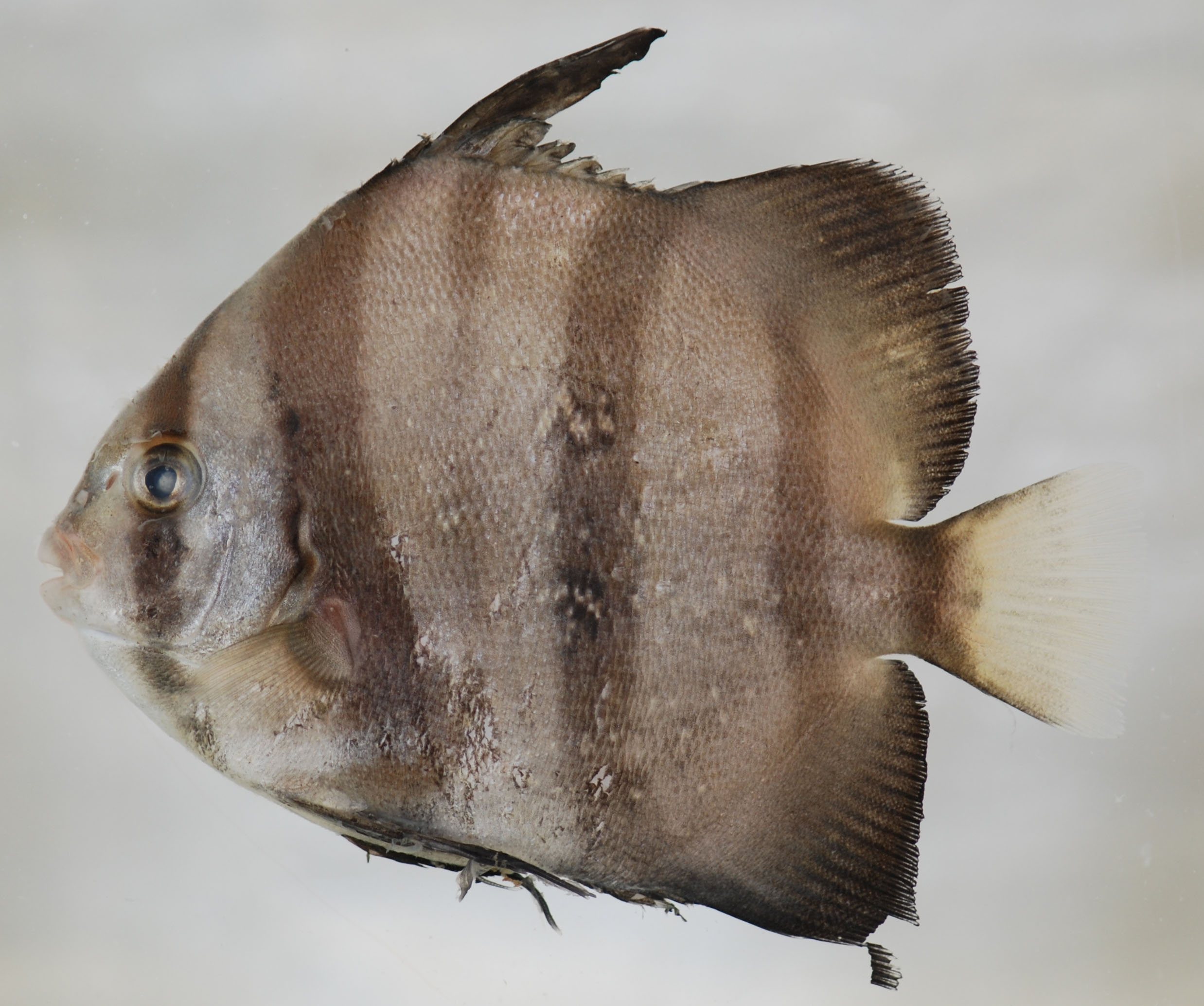
Exemplar juvenil.

Os adultos formam grandes cardumes que chamam a atenção de vários mergulhadores. Um único cardume pode possuir até 500 indivíduos.

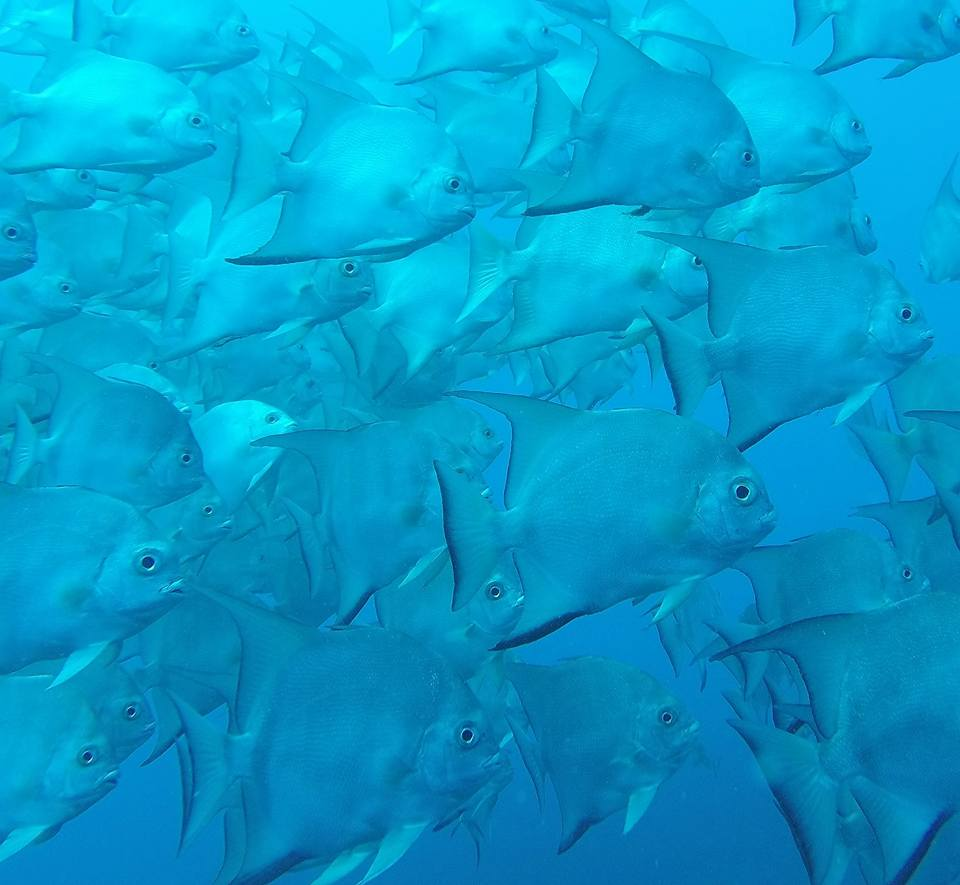
Cardume de peixes enxada.

## Alimentação
Se alimentam de crustáceos, moluscos, anelídeos, cnidários e plâncton.

## Predadores
Por ser um peixe que forma grandes cardumes e chama a atenção de mergulhadores, os cardumes também chamam a atenção de predadores.  Não se conhece muito quais espécies são seus predadores, pois possuem poucos registros de exemplares predados. No Brasil, possuem registros de exemplares predados por tubarões da espécie Carcharhinus porosus e nos EUA, a espécie já foi predada por prejerebas (Lobotes surinamensis), possivelmente são predadores de juvenis e alevinos, pois os juvenis desta espécie compartilham os mesmos habitats com os peixes enxada.

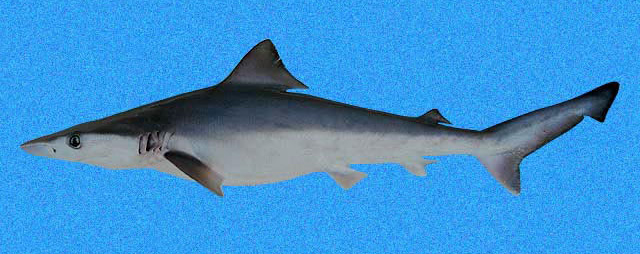
Carcharhinus porosus
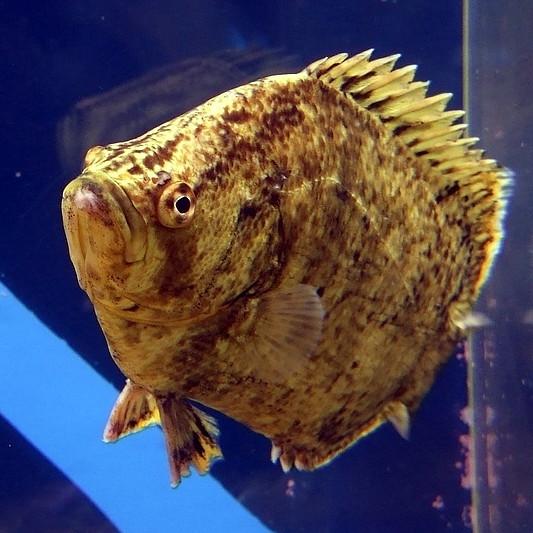
Prejereba (Lobotes surinamensis), juvenil.
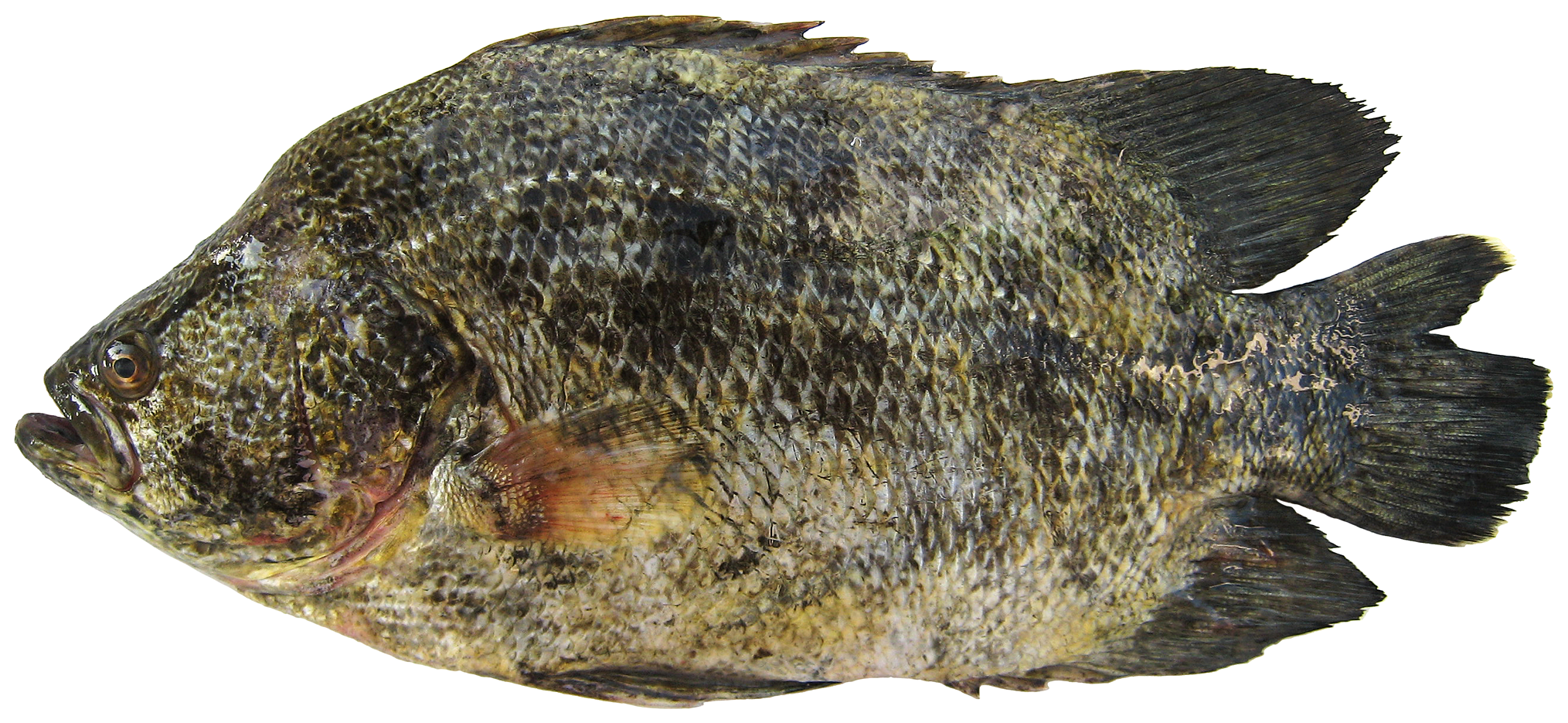
Prejereba (Lobotes surinamensis), adulto.

## Distribuição
São nativos do Atlântico Ocidental, podendo ser encontrados desde Massachusetts (EUA), norte do Golfo do México, todo o Mar do Caribe até o Rio Grande do Sul, Brasil.

## Usos humanos
É uma espécie bastante consumida no litoral brasileiro e caribenho. A espécie também pode ser vista no comércio de aquarismo.